# Dieter Bartussek
Dieter Bartussek (* 24. Juni 1940 in Leoben) ist ein österreichischer Psychologe und Hochschullehrer.

## Beruflicher Werdegang
Dieter Bartussek besuchte von 1951 bis 1956 das 1. Bundesrealgymnasium in Graz und von 1956 bis 1959 das Bundesrealgymnasium Salzburg, wo er die Matura ablegte. Nach Ableistung des ordentlichen verlängerten Präsenzdienstes im österreichischen Bundesheer in Salzburg (Reserveoffizierslaufbahn) studierte er von 1960 bis 1965 an der Karl-Franzens-Universität Graz Psychologie (Hauptfach) sowie Mathematik und Biologie (Nebenfächer). Von 1963 bis 1965 war er wissenschaftliche Hilfskraft am Lehrstuhl für Psychologie bei Ferdinand Weinhandl. Er schloss das Studium mit der Promotion zum Dr. phil. ab. Von 1965 bis 1966 arbeitete er als wissenschaftlicher Assistent am Institut für Psychologie der Universität Graz.
Von 1966 bis 1973 war Bartussek Mitarbeiter am Psychologischen Institut der Universität Hamburg bei Kurt Pawlik, zunächst als wissenschaftlicher Assistent, dann als Wissenschaftlicher Rat (1970) und Wissenschaftlicher Oberrat (1971). Einen Ruf auf eine H3-Professur für Psychologie an der Pädagogischen Hochschule Flensburg (1971) lehnte er ab und übernahm am Hamburger Psychologischen Institut die Vertretung einer H3-Professur für „Psychologische Methodenlehre und Allgemeine Psychologie“ (1971–1972).
1973 wurde er H3-Professor und 1975 ordentlicher Professor (H4) für Psychologie am Fachbereich I der Universität Trier. 1989 lehnte er den Ruf auf eine C4-Professur für Psychologie im Fachbereich Erziehungs- und Unterrichtswissenschaften der Freien Universität Berlin (Nachfolge Adolf Otto Jäger) ab. Von 1997 bis 2003 war er Dekan des Fachbereichs I (Pädagogik, Philosophie, Psychologie) und von 1997 bis 2005 Mitglied des Akademischen Senats der Universität Trier. 2005 wurde Bartussek emeritiert.
2015 wurde Bartussek mit der Verleihung des Goldenen Doktordiploms der Universität Graz für seine wissenschaftlichen Leistungen geehrt.

## Lehre und Forschung
Dieter Bartussek lehrte im Fach Psychologie vor allem empirische Forschungsmethoden. Dazu gehören die Methoden der psychologischen Datenerhebung (vor allem in komplexen, gut kontrollierten Experimenten, nicht nur im Labor, sondern auch in der realen Umwelt), die Kontrolle potentieller Störvariablen in solchen Datenerhebungsplänen sowie die entsprechenden quantitativen, mathematisch-statistischen Auswertungsverfahren.
Seine inhaltlich-psychologischen Schwerpunkte lagen in der Lehre, vor allem aber in der Forschung im Bereich der empirischen und experimentellen Persönlichkeitsforschung. Diese beschäftigt sich mit der Frage, wie sich Persönlichkeitsunterschiede konzipieren lassen (Forschung zu Persönlichkeitsmodellen), wie man Persönlichkeitsunterschiede testpsychologisch messen kann (Testpsychologie) und wie sich solche Unterschiede erklären lassen. Von den vielen Erklärungsansätzen, die es dazu gibt, interessierte sich Bartussek für die biologischen Grundlagen der Persönlichkeit und hier vor allem für gehirnphysiologische Determinanten.
Dafür konnte er bereits 1979 ein Elektroenzephalografie-Labor (EEG-Labor) auf Mikroprozessorbasis aufbauen. Dies ermöglichte es, spezifische Hirnantworten (Ereigniskorrelierte Potentiale, EKP) auf psychologisch unterschiedlich bedeutsame, aber physikalisch einfache Reize zu erheben und so persönlichkeitsspezifische Unterschiede in Hirnreaktionen zu untersuchen, wie sie von verschiedenen Persönlichkeitstheorien, Lerntheorien oder Emotionstheorien vorhergesagt werden.

## Mitgliedschaften in wissenschaftlichen Vereinigungen
- Deutsche Gesellschaft für Psychologie (DGPs)

- Fachgruppe „Differentielle Psychologie, Persönlichkeitspsychologie und Psychologische Diagnostik“ in der DGPs[6]

- Deutsche Gesellschaft für Psychophysiologie und ihre Anwendung (bis 2005)

- International Society for the Study of Individual Differences (bis 2005)

- European Association of Personality Psychology (bis 2005)

## Mitgliedschaften und Funktionen (Auswahl)
- 1977–1981: Mitglied in der „Fachkommission Psychologie“ des Kultusministeriums von Bayern zur Begutachtung des Modellversuchs FiM (Fernstudiengang im Medienverbund)
- 1978: Fachgutachter der Studienstiftung des Deutschen Volkes für die Vergabe von Promotionsstipendien
- 1979–1986: Mitglied im „Evaluationsgremium“ zur Evaluation des Tests für medizinische Studiengänge (TMS) der Kultusministerkonferenz (KMK) und Leitung des dafür an der Universität Trier eingerichteten Projekts der KMK „Ernstfallerprobung des TMS“[7]
- 1980–1990: Vorsitzender der „Studienreformbegleitenden Arbeitsgruppe Psychologie des Landes Rheinland-Pfalz“
- 1986–2005: Mitglied des Kuratoriums (TMS) der Kultusministerkonferenz zur wissenschaftlichen Begleitung des Tests für medizinische Studiengänge, seit 1990 stellvertretender Vorsitzender
- 1993–1996: Sprecher der neu gegründeten Fachgruppe „Differentielle Psychologie, Persönlichkeitspsychologie und Psychologische Diagnostik“ in der Deutschen Gesellschaft für Psychologie e.V.
- 1997–2003: Director im „Board of Directors“ der International Society for the Study of Individual Differences (ISSID)

## Publikationen (Auswahl)

### Monographien
- mit Manfred Amelang: Differentielle Psychologie und Persönlichkeitsforschung. Kohlhammer, Stuttgart 1981; 9. überarb. Auflage mit weiteren Koautoren 2023; ISBN 978-3-17-039778-1.

- als Hrsg. mit Manfred Amelang: Fortschritte der Differentiellen Psychologie und Psychologischen Diagnostik. Festschrift zum 60. Geburtstag von Professor Dr. Kurt Pawlik. Hogrefe, Göttingen 1994, ISBN 3-8017-0758-X.

- mit Manfred Amelang, Hans Egli, Karl Josef Klauer, Lothar Michel, Hans-Joachim Kornadt et al.: Hochschulzulassung und Studieneignungstests. Studienfeldbezogene Verfahren zur Feststellung der Eignung für Numerus-clausus- und andere Studiengänge. Vandenhoeck & Ruprecht, Göttingen 1997,  ISBN 3-525-45309-4.

### Beiträge
- mit  G. Mikula: Faktoren der „Beliebtheit“ und „Tüchtigkeit“ in soziometrischen Strukturen – Eine Untersuchung an Schulklassen der 12. Schulstufe. In: Zeitschrift für Entwicklungspsychologie, 1/1969, S. 223–240.
- Eine Methode zur Bestimmung von Moderatoreffekten. In: Diagnostica, 16, 1970, S. 57–76.
- Zur Interpretation der Kernmatrix im dreimodalen Faktorenmodell von Tucker. In: Psychologische Beiträge, 15, 1973, S. 169–184.
- Die dreimodale Faktorenanalyse als Methode zur Bestimmung von EEG-Frequenzbändern. In: Stanislaw Kubicki, Werner M. Herrmann, Gerhard Laudahn (Hrsg.), Faktorenanalyse und Variablenbildung aus dem Elektroenzephalogramm. Fischer, Stuttgart 1980, ISBN 3-437-10669-4, S. 15–26.
- mit O. Diedrich, E. Naumann, W. Collet: Introversion-Extraversion and event-related potentials: A test of J. A. Gray’s theory. In: Personality and Individual Differences, 14, 1993, S. 565–574.
- mit O. Diedrich, E. Naumann: Ereigniskorrelierte EEG-Potentiale, Extraversion und Neurotizismus. In: D. Bartussek, M. Amelang (Hrsg.), Fortschritte der Differentiellen Psychologie und Psychologischen Diagnostik. Hogrefe, Göttingen 1994, ISBN 3-8017-0758-X,  S. 93–111.
- Faktorenanalytische Gesamtsysteme der Persönlichkeit. In: Manfred Amelang (Hrsg.), Temperaments- und Persönlichkeitsunterschiede. Hogrefe, Göttingen 1996, ISBN 3-8017-0553-6,  S. 51–105.
- mit G. Becker, O. Diedrich, E. Naumann, S. Maier: Extraversion, neuroticism, and event related potentials in response to emotional stimuli. In: Personality and Individual Differences, 20, 1996, S. 301–312.
- mit G. Becker, D. Hagemann,  E. Naumann, Ch. Schneider: Stimulus analysis and response organization in the CVN-paradigm: ERP studies about extraversion, cognitive information processing, and motor preparation. In: Personality and Individual Differences, 36, 2004, S. 893–911.
- mit J. Hewig, D. Hagemann, J. Seifert, E. Naumann: The relationship of cortical activity and personality in a reinforced go-nogo paradigm. In: Journal of Individual Differences, 26, 2005, S. 86–99.
- mit J. Hewig, D. Hagemann, J. Seifert, E. Naumann: The relationship of cortical activity and BIS/BAS on the trait level. In: Biological Psychology, 71, 2006, S. 42–53.